# José Castro Aragón
José Castro Aragón (Córdoba, 20 de diciembre de 1947) es un juez español, especialmente conocido por la instrucción del caso Nóos por el que condenado a varios años de prisión Iñaki Urdangarin, exduque de Palma y exyerno del rey de España.

## Biografía
Antes de ser juez ejerció como funcionario de prisiones. Ingresó en la carrera judicial en el año 1976 y pasó por diferentes destinos como Dos Hermanas (Sevilla), Arrecife (Lanzarote) o Sabadell, hasta que en el año 1985 llegó a Mallorca asignado a Magistratura de Trabajo —los actuales Juzgados de lo Social—. Pasó cinco años resolviendo asuntos relacionados con conflictos laborales, hasta que en 1990 recaló en el Juzgado de instrucción número 3 de Palma de Mallorca, aunque durante un tiempo tuvo que compaginar ambas obligaciones.
Saltó a la fama por ser el juez que instruyó la causa contra Jaume Matas, antiguo presidente del Gobierno autonómico de las Islas Baleares. Desde 2010, cuando comenzó la instrucción del llamado caso Nóos, ha ganado una gran notoriedad entre la opinión pública. En 2013 se convirtió en el primer juez en la historia de España que imputaba a un miembro de la Casa Real, la infanta Cristina de Borbón.

## Publicaciones
• Barrotes retorcidos: memorias de un juez (2022).